# モトクロス

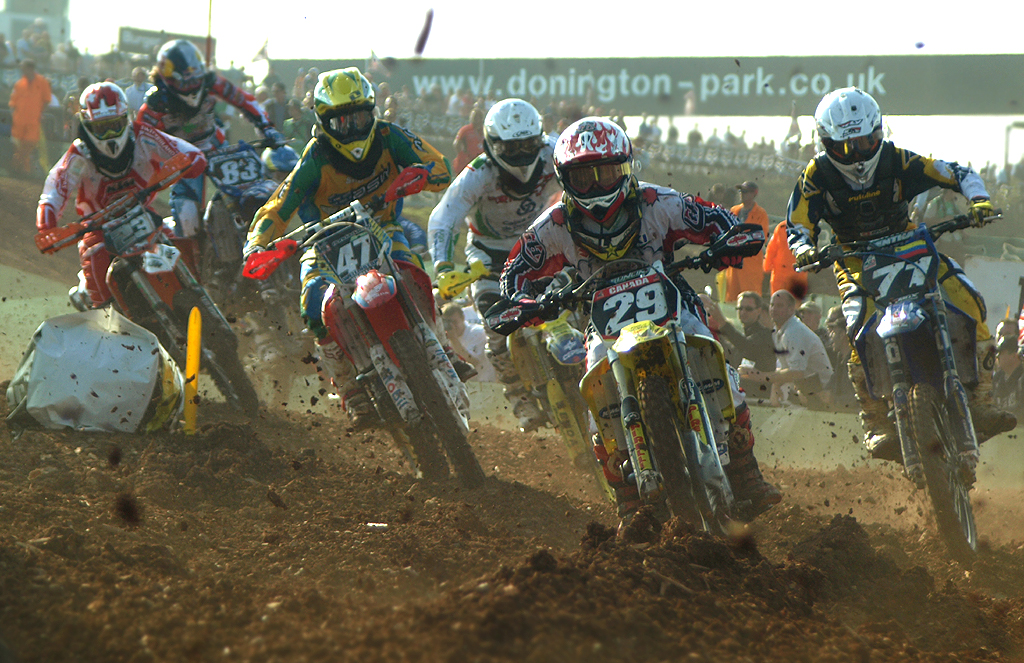
モトクロス

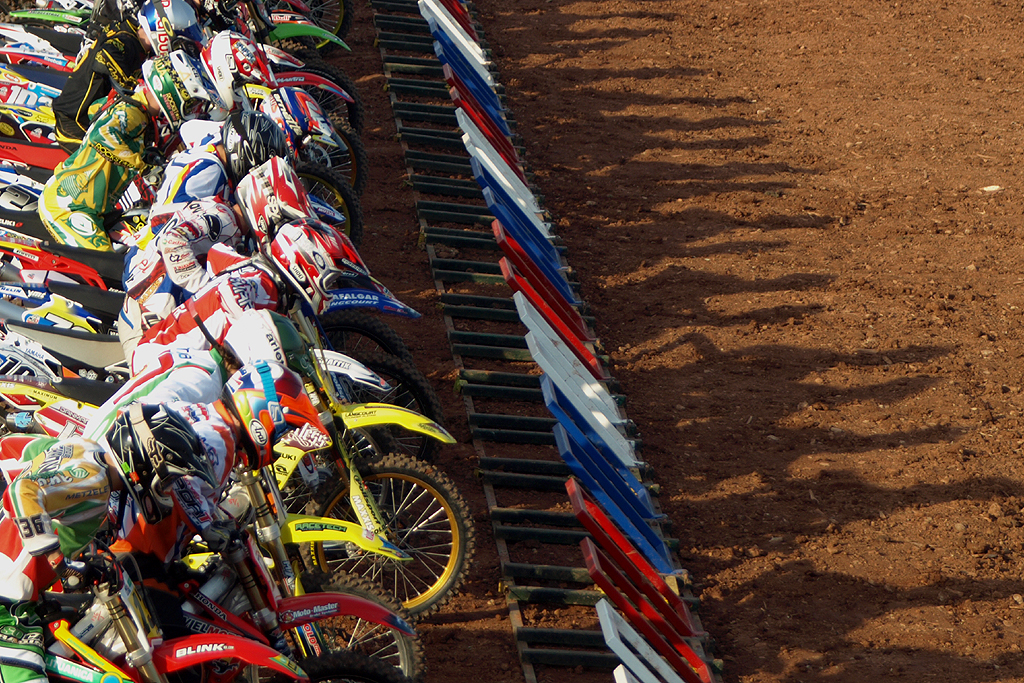
スタート

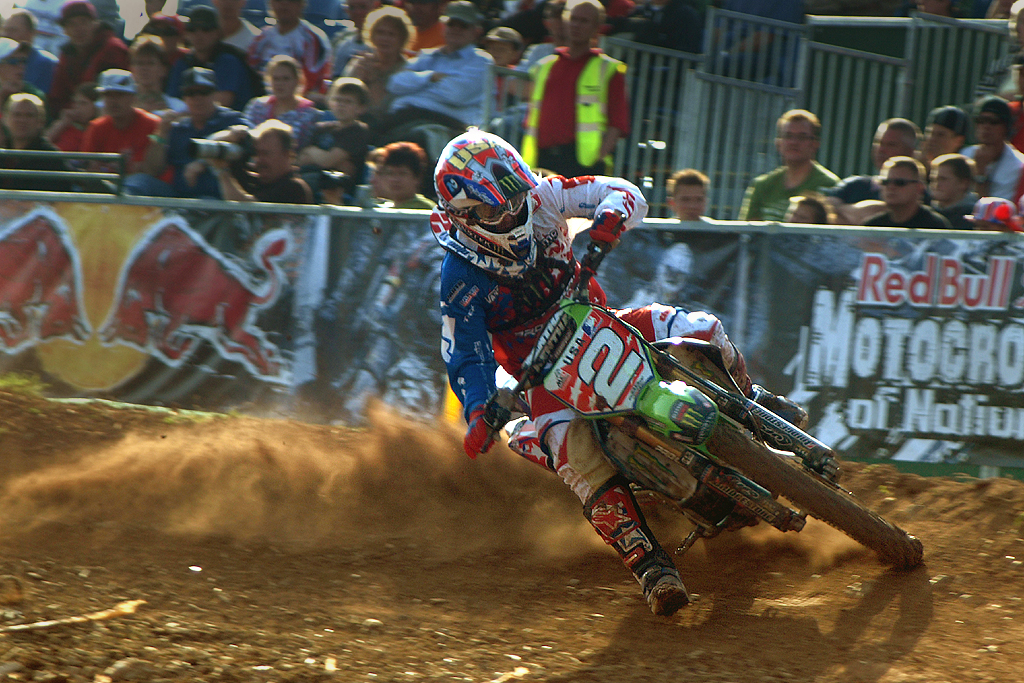
コーナーリング

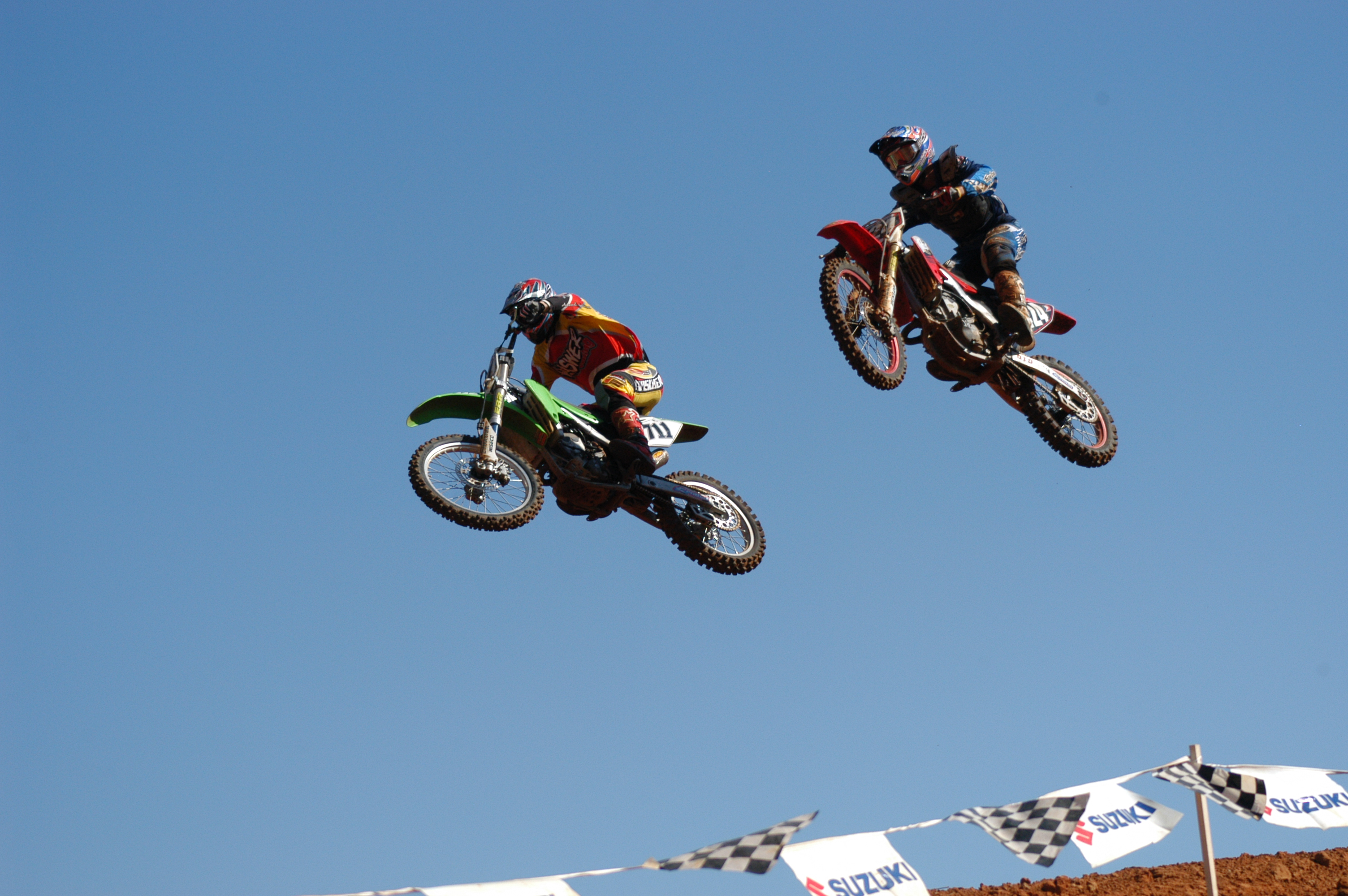
ジャンプ

モトクロス (Motocross、MX) は、モトクロス競技専用車である「モトクロッサー」を用いて、オフロードの周回路で順位を競うオートバイ競技の一つ。

## 概要
一周あたり3km以下の、土の露出した短距離のオフロードコースを周回して競われるスプリントレース。コースは屋内外の丘陵や斜面を利用して造ったり、平坦な土地に土を盛って、起伏のある地形を人の手で造る。離陸から着陸まで5～10mもの巨大ジャンピングスポットも設けられており、跳ねたり飛んだりといった三次元的なアクションが多く、加えてレースの進行とともに路面コンディションが変化するため、複雑な要素を含んでいる。基本的には天候やコース状態の変化を考慮して、周回数より規定時間（例：モトクロス世界選手権では30分＋2周）で争うよう定められている。
レースフォーマットの多くは2ヒート制で、それぞれの順位を合算して一番少ないライダーがイベント総合優勝という形式を取ることが多い。異なるクラス同士の混走もあるが、路面状況次第では軽量な小排気量クラスの方が有利になる場面もある。30台～40台程度のバイクが横一列、もしくは予選順位に従って並び、スターティングゲートを使用して一斉に全車が走り出す、迫力あるスタートシーンも魅力の一つである。
本格的な大会に参加する場合のマシンは、公道装備を省き極限まで性能を高めたモトクロッサーを用いるが、草レースの場合は公道走行可能なトレールバイク等を認めている場合もある。手軽に始められる二輪オフロード競技の代表格で、熱狂的な愛好者が多く、世界各地で市民参加の草レースから公式レースまで様々なレベルで行われている。またサーキット（MotoGPなど）のトップライダーが、修行の一環やシーズンオフの感覚の維持のためモトクロスに参戦したり練習することも一般的に行われている。
このように二輪オフロード競技の中でも格別に人気が高い一方で、後続車が次々に来ることや、起伏があって滑りやすく（＝転倒しやすい）道幅も広いとは言えないダートコースであること、トップカテゴリの450ccクラスの場合は最高速は140km/h、平均速度は60km/hと非常に高速なことなどから、危険なスポーツでもある。MotoGPライダーでも、モトクロストレーニングでの負傷が原因でタイトル争いから離脱してしまうケースはよく見られる。GITNUX社が公表しているレポートによると、1,000時間あたりのモトクロスライディングにつき65件の怪我が発生しており、プロサッカーに次いで2番目に危険な競技であると考えられる、としている。
日本国内では日本モーターサイクルスポーツ協会（MFJ）が主催する全日本モトクロス選手権をはじめ各地方選手権や販売店やクラブが主催する草レースが開催されている。

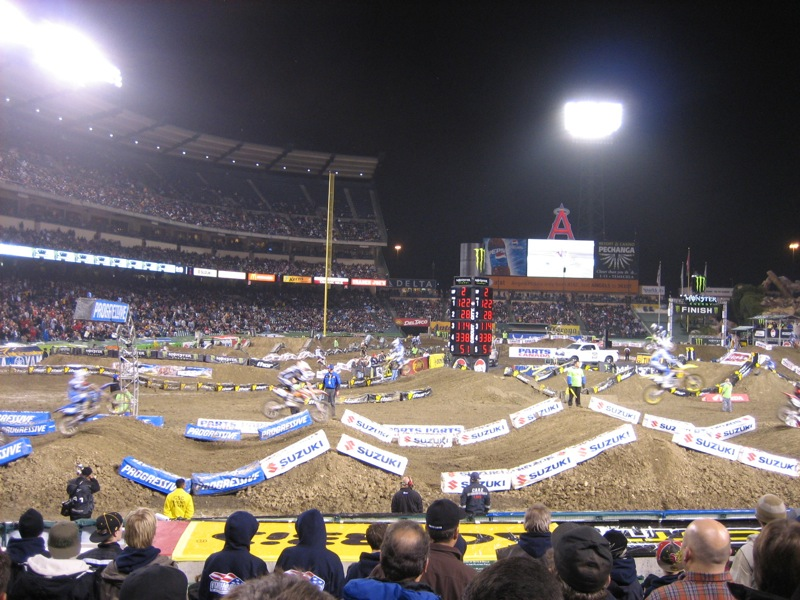
スタジアムで行われるスーパークロス

また、都市部のスタジアム等に多量の土砂を運び込んでジャンピングスポットに工夫を凝らした特設コースを造り、ショー的要素を大きくしたスーパークロスや、屋内で開催されるアリーナクロスも北米を中心に興業として多くのファンを集めている。

## 歴史

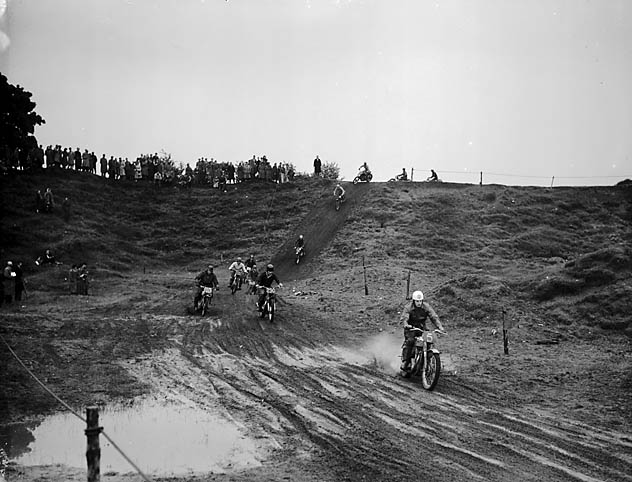
1950年代英国のスクランブルレース

発祥は1924年から英国で行われていた「スクランブルレース（Scramble Racing/Hare Scramble）」というオフロードレースである。「スクランブル」という名称は、レースの決定的瞬間でも用いられた言葉であったが、由来としてはロードバイクを改造した、様々な形状のバイクが走っていたことに由来するという説が最も有力である。スクランブルレース成立までの英国のオートバイ競技は、耐久テストを名目とした長距離トライアルのような競技が中心で、採点競技の面があったためルールがやや複雑化していたが、スクランブルレースはルールを極端に簡素化し、シンプルに最速のライダーが勝者というルールにしたことで人気を高めた。ただし安全についての規則がほぼ存在せず、数十台のバイクが一斉に泥塗れになる様は当時狂っているようにも見られたという。
バイクの種類が実質的にロードバイクしかなかった当時、スクランブラーは車体の基本構造がロードバイクをベースに大雑多な改造をしていたため、不整地走破性は現在のような最初からオフロード走行を想定して設計されたモトクロッサーと比べるべくもなく、コース自体も現在より起伏は控えめであった。1930年代にサスペンションが装備されるようになり、1950年代にはスイングアームとリアフォークサスペンションなどを備える現代的なフォルムになっていった。
スクランブルレースはやがて、フランス語の「モトシクレット」（バイク） と英語の「クロスカントリー」を掛け合わせて「モトクロス」と呼ばれるようになった。
第二次世界大戦後、軍事用バイクで培われた技術が競技用オートバイの世界にも流入し、発展を促進した。個人レベルから国際レベルまで一気に人気の高まりを見せ、マシンも進化。1947年に国別対抗戦のモトクロス・オブ・ネイションズが、1952年にモトクロス欧州選手権がそれぞれ誕生して競技として確立された。
1957年に欧州選手権が発展して、FIMモトクロス世界選手権（MXGP）が誕生した。その後10年で二輪競技はエンデューロ、トライアル、トレイルランディングなどカテゴリの細分化が急速に進むこととなる。
不整地走破性に特化したモトクロッサーが登場するようになるとスクランブラーは次第に廃れていき、1970年代には現代的なモトクロッサーへと置き換わっていった。
オフロードレースは楕円形のオーバルコースで行うのが一般的だった北米では、英国同様雨の多いカリフォルニアの人々によって持ち込まれた。プライベートでもオフロードバイクを好んだ、スティーブ・マックィーンが1971年にハスクバーナ・400クロスを駆って主演を務めた映画「ON ANY SUNDAY（邦題：栄光のライダー）」が公開されてから、一気に世間的な知名度を高めた。その翌年の1972年にAMAモトクロス選手権、1974年により興行性を高めたAMAスーパークロスが誕生し、一つの競技・興行として確立された。

### 日本におけるモトクロス

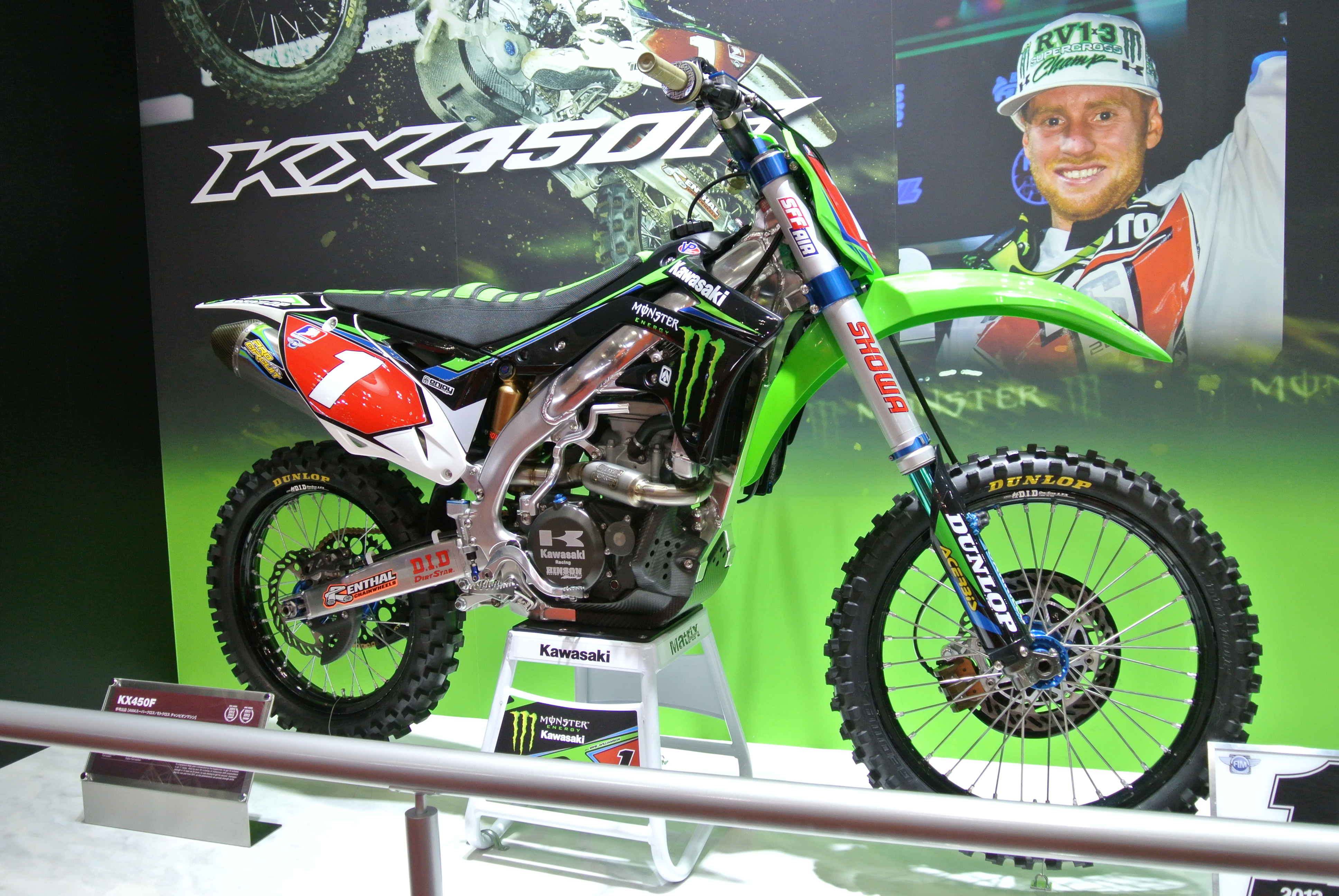
カワサキ・KX450F。モトクロス専用の最上位マシンの一つ。

日本では第二次世界大戦後（戦後）に進駐軍によって国内にスクランブルレースが伝えられた。当時は駐留軍基地の施設内で開催され、米軍人の趣味や娯楽として行われていたが、日本人レーサーも出場していたという。
1959年（昭和34年）、第1回スクランブルレースが埼玉県朝霞市で開催。同年、第1回全日本モトクロスが大阪府信太山で開催された。これが日本で初めて「モトクロス」という単語が使われた大会となった。
現在レジェンドとされる、国内モータースポーツ黎明期の四輪レーシングドライバーやエンジニア（鈴木誠一、星野一義、長谷見昌弘、黒澤元治、都平健二、生沢徹、菅原義正、土屋春雄、片山義美など）には、モトクロス出身あるいはモトクロスに慣れ親しんでいた者が多い。また現在ロードレースの雄として知られるSP忠男の創設者鈴木忠男もモトクロスのワークスレーサーだった。
現在の東名エンジンの母体となり、小説『汚れた英雄』のモデルにもなった城北ライダースがこの時期の最も有名なチームで、上で挙げた者の多くが所属していた。その城北ライダース出身の久保和夫は、第一回モトクロス日本グランプリでダブルタイトル（125cc/250cc）を獲得した翌年の1965年に、世界選手権に出場した初の日本人ライダーとなった。
1967年に全日本モトクロス選手権（JMX）が発足した。
1970年代以降、日本の4大メーカー（ホンダ・ヤマハ・スズキ・カワサキ）が世界のモトクロスシーンに旋風を起こし、現在まで続いている。
1978年にスズキの渡辺明が日本人として唯一となる世界王者（125ccクラス）に輝いた。また同時期、鈴木都良夫がアプリリアやモンテッサのワークスライダーとして世界選手権に参戦した。
1980年代はバイクブームに乗る形でモトクロスもさらに人気を集め、ジャパンスーパークロスも開催された。しかし同レースは1990年代に入る前に終了し、2000年代に入ると排気ガス規制により軽量・低コストな2ストロークエンジン車が海外向けを除いて絶滅状態になってしまい、人気は全盛期に比べると大きく低下した。
2000年と2003年に、モトクロス・オブ・ネイションズで日本チームがそれぞれ過去最高の6位になった（2000年は高濱龍一郎/熱田孝高/成田亮、2003年は熱田孝高/成田亮/田中教世）。
高濱、成田、熱田、近年では富田俊樹、渡辺祐介など多数の日本人が世界選手権やAMA選手権にも参戦し、成田は2005年にAMAスーパークロスの250ccクラスで3位表彰台を獲得した。女性では金城さやかがAMAスーパークロス、畑尾樹璃が世界選手権の女性部門でそれぞれ初めてフル参戦した。
下田丈は10歳からアメリカで育ち、AMAスーパークロス、AMAモトクロス、AMAスーパーモトクロスの250ccクラスでイベント総合優勝を挙げる活躍を見せている。
2023年現在全日本のIAクラスではヤマハ・カワサキがファクトリー体制、ホンダがセミワークス体制、スズキはプライベーターを支援する形でそれぞれ参戦している。

## 他の競技との関連
スーパークロスはモトクロッサーをほぼそのまま用いるため、モトクロスに最も近い競技である。違いはスーパークロスは天井開放型のスタジアムで行われ、道幅が狭い上にタイトコーナーが連続することも多い点にある。そのためスーパークロスの足回りは固めにセットされるのが基本となる。また完全インドア（屋内）型のモトクロスとして「アリーナクロス」もあり、通常のモトクロスは「アウトドア」と呼んで区別される。メジャーカテゴリでは開催時期はモトクロスは春～秋、スーパークロスやアリーナクロスは冬～春開催といった感じでずらされており、両方にフル参戦できるようになっていることも多い。
エンデューロもモトクロスによく似たマシンを用いるが、公道区間も走るオンタイム式ルールでは、モトクロッサーに公道用装備を取り付けたものようなものが用いられる。そのため外観の違いはモトクロッサーに保安部品やナンバープレート、キックスタンドが装着されている程度しかない。ただし中身は燃料タンクを大きめにしたり、ギア比をワイドにしたり、騒音規制対応マフラーを装着したりと様々な変更がされている。そのためエンデューロバイクが販売される場合は、モトクロッサーとは別のラインナップとして用意されるのが一般的である。

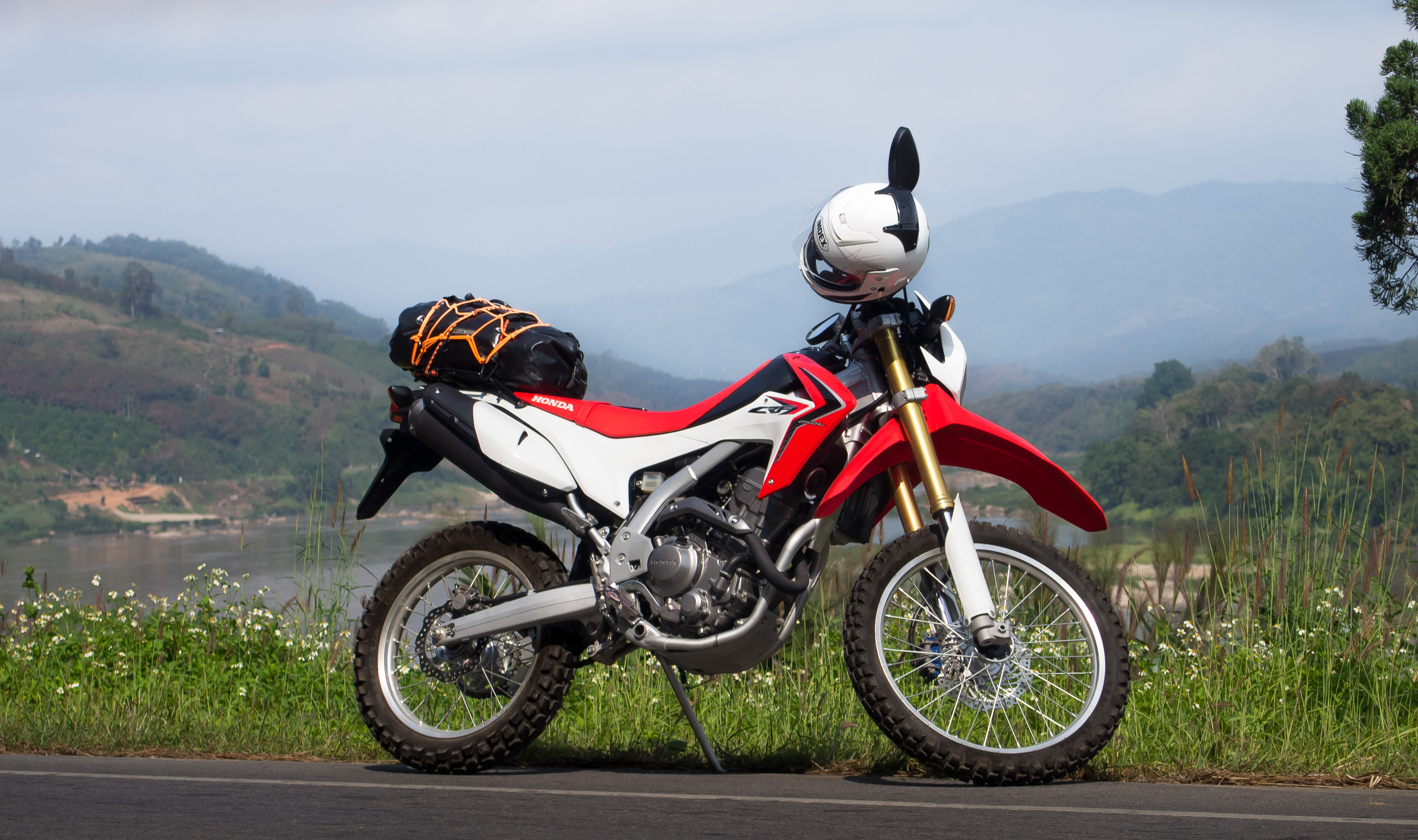
市販トレール車の一つHonda CRF250L

公道用として市販されているオフロードバイクは、基本的に林道ツーリング向けのトレール車であり、形は良く似ていてもモトクロス競技車両とは別のマシンである。これらは競技車のような激しい走りに対する車体の耐久性を持っていないため、モトクロスコースを全力で走ると各部に致命的な損傷が起きるため十分な注意が必要である。

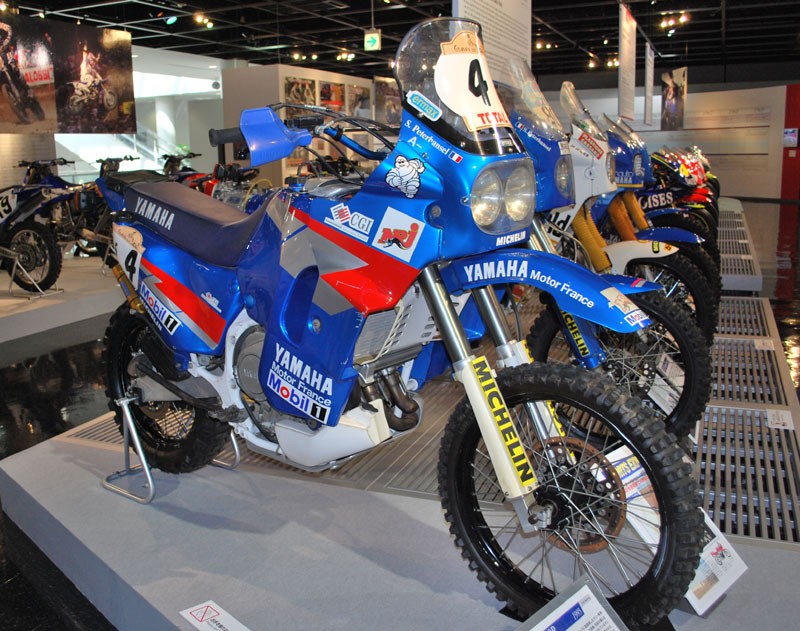
ラリー専用車Yamaha XTZ850R

ラリーレイドのように公道/オフロード問わず走り抜けるものでは、専用設計のラリー仕様車が使われる。こちらは公道用の装備に加え、防風用のカウルが装着されたり、大型燃料タンクやコマ図用のマップホルダー、内部に非常用の水タンクを備えたりと、外観も機能もそれなりに異なる。
速度よりも確実な走破を目的としたトライアルでは、駆け上がったりジャンプして巨大な障害物をクリアしていくためにトリッキーな動作を必要とする。そのため専用の競技車両であるトライアラーは、モトクロッサーよりも更に簡素かつ軽量な作りとなっており、燃料タンクも極めて小さく3〜4リッター程度である。

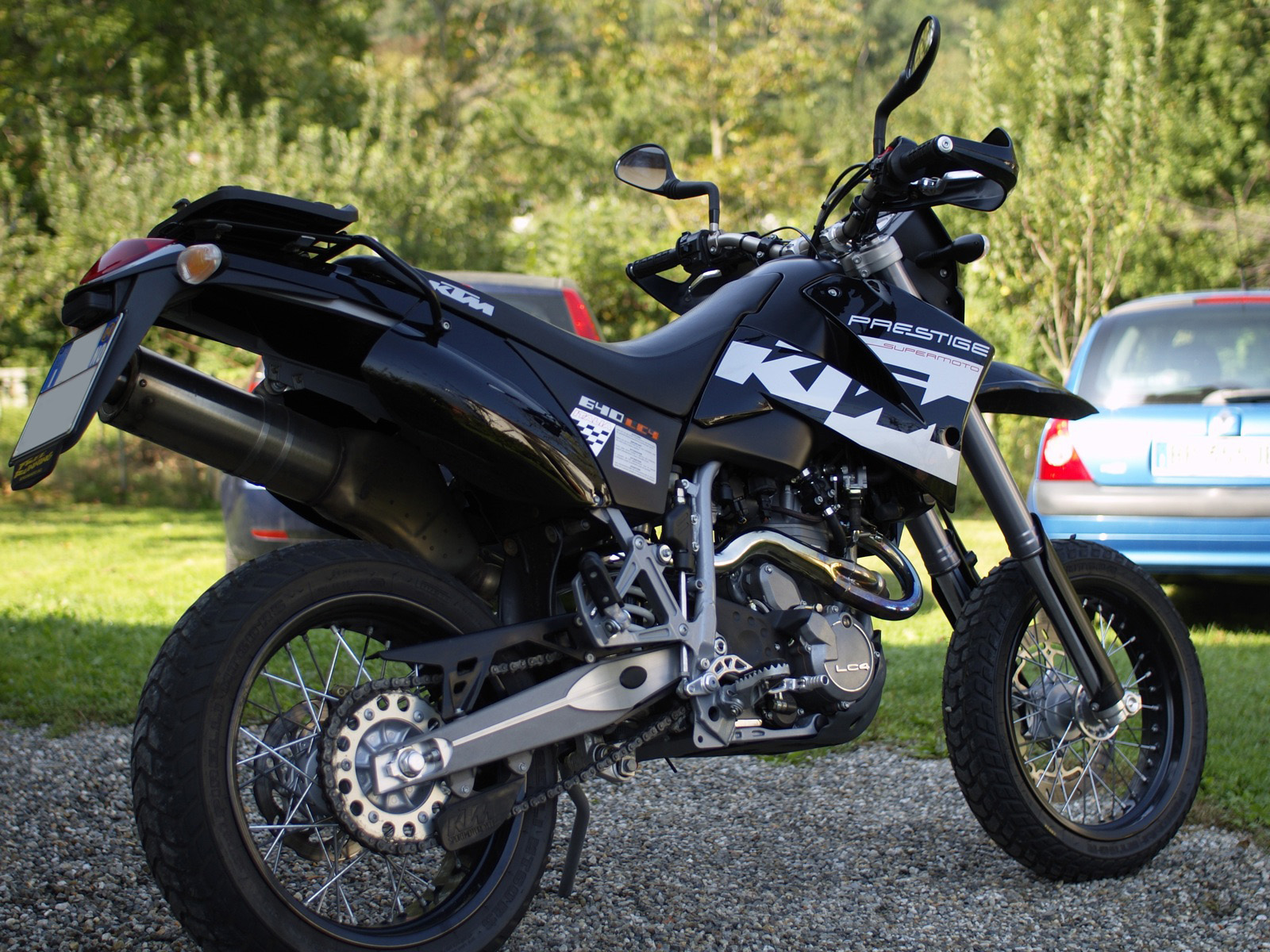
KTM・LC4 640スーパーモト

モトクロスの舗装路/不整地混合コース版ともいえるスーパーモタード（スーパーモト）もある。モトクロッサーに近いマシンに舗装路向けのホイールとタイヤ（スリックタイヤなど）を履かせて、ダートもアスファルトもドリフトで乗りこなす豪快なスタイルが身上である。
サイドカーで行うモトクロスは「サイドカークロス」として、FIMによる世界選手権が開催されている。同様にATV（全地形対応車/クアッド/四輪バイク）で行うモトクロスも「クアッドクロス」と呼ばれ、FIMヨーロッパにより欧州選手権が開催されている。双方の国別対抗戦（サイドカークロス・オブ・ヨーロッパ・ネイションズ/クアッドクロス・オブ・ネイションズ）は同時に開催されており、2つまとめて「SQMXON」と略される。スノーモービル版のモトクロスである「スノークロス」もFIM主導による世界選手権が開催されている。スノーバイク版のモトクロスである「スノーバイククロス」もヨーロッパカップが開催されている。